# フリードリヒ・クリスティアン・ディーツ

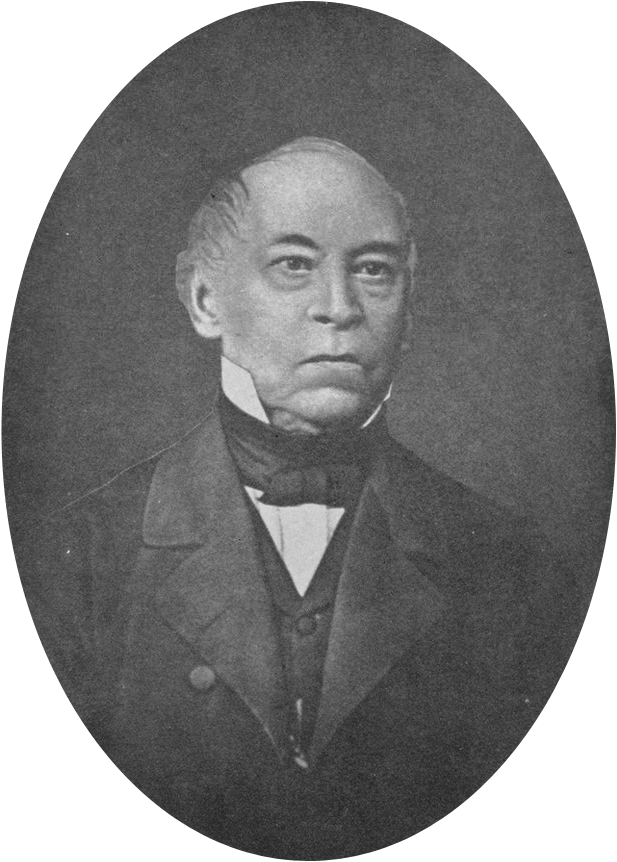
ディーツ

フリードリヒ・クリスティアン・ディーツ（Friedrich Christian Diez、1794年3月15日 - 1876年5月29日）は、ドイツの文献学者。科学的な方法論によるロマンス語研究の創始者として知られる。

## 生涯
ディーツはギーセンで生まれた。1811年にギーセン大学に入った。1814年のフランス戦役に志願兵として参加した。1818年にイェーナでディーツはゲーテに会い、プロヴァンス語抒情詩の研究を勧められたという。しかし、実際にはそれ以前からロマンス語の研究を行っていた。1821年にギーセン大学の博士の学位を得た。
ディーツはボン大学の講師として、イタリア語、スペイン語、ポルトガル語を教えていた。1824年にはパリを訪れて、中世のトルバドゥール関係の資料を収集した。
1825年にボン大学の員外教授、1830年には正教授に任命された。
ディーツは言語学・文献学・文学を含む包括的なロマンス学を創始した。ディーツはフランツ・ボップやヤーコプ・グリムの比較言語学の手法をロマンス語に応用し、その『ロマンス語文法』は従来のフランソワ・レヌアールによる文法書に取ってかわった。
ディーツはロマンス語を東西に大別し、東にイタリア語とルーマニア語、西に古プロヴァンス語・古フランス語・フランス語・スペイン語・ポルトガル語を所属させた。
ディーツのロマンス学はイタリアのグラツィアディーオ・アスコリ、フランスのガストン・パリスらに影響した。
1876年にボンで没した。

## 主な著書
初期にはトルバドゥールなどの中世ロマンス文学の研究を行った。
- Altspanische Romanzen besonders vom Cid und Kaiser Karls Paladinen. Berlin: Georg Reimer. (1821)（古代スペインのロマンス、とくにシッドとパラディン）
- Beiträge zur Kenntniss der romantischen Poesie. Berlin: Georg Reimer. (1825)
- Die Poesie der Troubadours. Nach gedruckten und handschriftlichen Werken derselben dargestellt. Zwickau: Gebrüder Schumann. (1826)（トルバドゥールの詩）
- Über Leben und Werke der Troubadours, ein Beitrag zur näheren Kenntnis des Mittelalters. Zwickau: Gebrüder Schumann. (1829)（トルバドゥールの生涯と作品）

『ロマンス語文法』（全3巻）と『ロマンス語語源辞典』の2書においてディーツはロマンス語をはじめて比較言語学の方法で分析し、ロマンス語学の基礎を築いた。この2書はヤーコプ・グリムがゲルマン語に関して『ドイツ語辞典』『ドイツ語文法』を著したのと同じ役割をロマンス語に対して果たした。ただし、現在ではこの2書は歴史的価値しか持っていない。
- Grammatik der romanischen Sprachen. Bonn: Edward Weber. (1836-1843) 巻1 巻2 巻3
- Etymologische Wörterbuch der romanischen Sprachen. Bonn: Adolph Marcus. (1853)（ロマンス語語源辞典）

ほかに古ロマンス語の文献の校注本を出版した。
没後に論文集が出版された。
- Hermann Breymann, ed (1883). Friedrich Diez' Kleinere Arbeiten und Recensionen. München: R. Oldenbourg